# Джирарди, Джулио
Джу́лио Джира́рди (итал. Giulio Girardi; 23 февраля 1926, Каир, Королевство Египет — 23 февраля 2012, Рокка-ди-Папа, Италия) — итальянский католический священник-салезианец, теолог и философ. Главный редактор и один из авторов четырёхтомного энциклопедического справочника «Современный атеизм».

## Биография
Родился 23 февраля 1926 года в Каире.
После рождения его семья переехала в Париже, где проживала до 1931 года, затем перебравшись в Бейрут, где он учился в доминиканской средней школе. В 1937 году вместе с матерью и сестрой переехал в Александрию, где учился в салезианской средней школе. В 1939 году Джирарди отправили на учёбу в Италию, где он получил высшее теологическое и философское образование, чтобы стать священником в монашеской конгрегации «Салезианцы Дона Боско».
В 1950 году он завершил своё обучение, защитив диссертацию посвящённую метафизике в теологии Фомы Аквинского и получив учёную степень доктора философии. В 1951—1953 годах учился в Папском Салезианском университете, а в 1953—1955 годах в Папском Григорианском университете в Риме.
1 января 1955 года был рукоположён в священники.
С 1955 года — профессор метафизики и современной философии в Папском Салезианском университете.
В 1962 году Джирарди, являвшийся глубоким знатоком марксизма и проблем современного атеизма, был приглашён в качестве эксперта для участия в работе Второго Ватиканского собора, где занимается разработкой «Схемы XIII», лёгшей в основу пастырской конституции Gaudium et Spes. В 1966 году стал работать в Секретариате по диалогу с неверующими. Будучи сторонником диалога с марксистами, ещё в 1965 года начал принимать участие во встречах и дискуссиях, проходивших на национальном и международном уровнях. Из-за этого в 1969 году из-за «идеологических расхождений» по требованию руководства салезианского ордена был уволен из Папского Салезианского университета и снят с должности в Секретариате по диалогу с неверующими.
В 1970 году переехал в Париж, где стал профессором антропологии на философском факультете Парижского католического института. В это же время преподавал в Высшем пастырском институте Lumen Vitae марксизм и теория освобождения. А также стал соредактором журнала «Наша борьба – Христиане за социализм» (фр. Notre Combat – Des Chretiens pur le socialisme). Из-за поддержки революционных и освободительных движений в Европе и Латинской Америке (вроде «Христиане за социализм», для которого он в 1973 году в Болонье провёл съезд, где выступил с докладом, в котором указал на то, что в социальной области за основу должна быть взята модель марксистского социализма) его уволили из обоих учебных заведений. В знак поддержки вместе с ним ушли его коллеги-преподаватели Франсуа Готар, Густаво Гутьеррес и Паулу Фрейре.
В 1977—1978 года преподавал историю философии в Университете Лечче, затем в 1978—1996 годах преподавал политическую философию в Университете Сассари.
В 1974 году он стал членом II Трибунала Рассела по Латинской Америке, а в  1976—2012 годах — Постоянного народного суда, созданных сенатором Лелио Бассо.
В 1977 году был исключён из салезианской общины и запрещён в служении. Тем не менее он продолжает выражать свою солидарность с латиноамериканскими народами, также участвует в сообществах, занимающихся построением диалога между католиками и коммунистами. В 1980 году он впервые посетил Никарагуа, где выразил сочувствие Сандинистской революции и готовность сотрудничать с различными местными экуменическими, коренными и народными движениями. С 1986 года также стал ежегодно посещать Кубу, сотрудничая с различными культурными и экуменическими учреждениями. С 1988 года стал проявлять солидарность с национально-освободительными движениями коренных народов, особенно в Мексике, Эквадоре и Боливии. Был одним из руководителей коммунистической партии «Пролетарская демократия». Он также был соучредителем «Ассоциации дружбы Италия — Куба» и итальянского «Фонда Эрнесто Че Гевары».
С 1992 года участвовал в макроэкуменическом движении «Ассамблеи народа Божьего» (итал. Assemblea del popolo di Dio).
В 2005 году вступил в движение «Мы — Церковь».

## Сочинения
- Metafisica della causa esemplare in San Tommaso d'Aquino, Torino, Società Editrice Internazionale, 1954.
- Ontologia, Torino, Società Editrice Internazionale, 1962.
- Theologia naturalis, Torino, Società Editrice Internazionale, 1962.
- Marxismo e cristianesimo, Assisi, Cittadella, 1966; 1969.
- Cristiani e marxisti a confronto sulla pace. Implicanze dottrinali, Assisi, Cittadella, 1967.
- Credenti e non credenti per un mondo nuovo, Firenze, Vallecchi, 1969.
- Cristianesimo e lotta di classe, Pistoia, Centro di documentazione, 1969.
- Speranza cristiana e speranza marxista, con Lucio Lombardo Radice[итал.], Firenze, Libreria Editrice Fiorentina, 1970.
- Cristianesimo, liberazione umana, lotta di classe, Assisi, Cittadella, 1971; 1972.
- La lotta di classe e gli esclusi, con Nicola Badaloni[итал.], Firenze, Libreria Editrice Fiorentina, 1972.
- Cristiani per il socialismo, perché? Questione cattolica e questione socialista, Assisi, Cittadella, 1975.
- Educare: per quale società?, Assisi, Cittadella, 1975.
- Fede cristiana e materialismo storico, Roma, Edizioni Borla[итал.], 1977.
- Coscienza operaia oggi. I nuovi comportamenti operai in una ricerca gestita dai lavoratori, a cura di, Bari, De Donato[итал.], 1980.
- Sulla crisi del marxismo. Relazione del seminario di studi tenuto a Bergamo (12-13 aprile 1980) presso il Centro La Porta, Bergamo, La Porta, Centro studi e documentazione, 1980.
- Intervento in Teologia della liberazione, Roma, Sapere 2000, 1985.
- La tunica lacerata. L'identità cristiana oggi fra liberazione e restaurazione, Roma, Borla, 1986. ISBN 88-263-0614-1.
- Sandinismo, marxismo, cristianesimo. La confluenza, Roma, Borla, 1986. ISBN 88-263-0640-0.
- Le rose non sono borghesi. Popolo e cultura del nuovo Nicaragua, a cura di, Roma, Borla, 1986. ISBN 88-263-0642-7.
- Rivoluzione popolare e occupazione del tempio. Il popolo cristiano del Nicaragua sulle barricate, Roma, Edizioni associate, 1989.
- Il popolo prende la Parola. Il Nicaragua per la teologia della liberazione, con José Maria Vigil[исп.], Roma, Borla, 1990. ISBN 88-263-0714-8.
- Dalla dipendenza alla pratica della libertà. Una comunità d'accoglienza s'interroga e interroga, ricerca partecipativa coordinata da, Roma, Borla, 1990. ISBN 88-263-0823-3.
- La conquista dell'America. Dalla parte dei vinti, Roma, Borla, 1992. ISBN 88-263-0925-6.
- Il tempio condanna il Vangelo. Il conflitto sulla teologia della Liberazione fra il Vaticano e la CLAR, San Domenico, Fiesole, Cultura della pace, 1993. ISBN 88-09-00919-3.
- Gli esclusi costruiranno la nuova storia? Il movimento indigeno, negro e popolare, Roma, Borla, 1994. ISBN 88-263-1076-9.
- Cuba dopo il crollo del comunismo, Roma, Borla, 1995. ISBN 88-263-1101-3.
- Samuel Ruiz. Sui sentieri indigeni della chiesa in Chiapas, con Alberto Grossi e Aluisi Tosolini, Parma, AlfaZeta, 1996.
- Cuba dopo la visita del papa. Marxismi, cristianesimi, religioni afroamericane alle soglie del terzo millennio, Roma, Borla, 1999. ISBN 88-263-1281-8.
- Riscoprire Gandhi. La violenza è l'ultima parola della storia?, Roma, Anterem, 1999; Roma, Icone, 2001. ISBN 88-87494-15-0.
- Seminando amore come il mais. L'insorgere dei popoli indigeni e il sogno di Leonidas Proano, Roma, Icone, 2001. ISBN 88-87494-19-3.
- Resistenza e alternativa al liberalismo e ai terrorismi, Milano, Punto Rosso, 2002. ISBN 88-8351-023-2.
- Che Guevara visto da un cristiano, Milano, Sperling & Kupfer, 2005. ISBN 88-8274-598-8.